# 김삿갓 북한방랑기
김삿갓 북한방랑기는 대한민국 KBS 1라디오에서 1964년 5월 시작되어 기간으로 30년 이상, 횟수로 총 11,000회 이상 방송된 라디오 드라마 프로그램이다. 북한 동포의 생활상을 알리자는 취지로 시작되었으며, 끝날 무렵에는 풍자 시조를 곁들였다. 남·북한의 관계에 따라 〈김삿갓 방랑기〉로 명칭이 바뀌기도 했다. 시그널 곡으로 〈눈물젖은 두만강〉이 사용되었다.